# عبد الله التليدي
الشيخ عبد الله التليدي (1926 - 2017)، هو أبو الفتوح عبد الله بن عبد القادر بن أحمد بن محمد التليدي الحسني. ولد بقرية الصاف من قبيلة بني غرفط سنة 1347هـ الموافق ل 1926م.

## نشأته ودراسته
حفظ القرآن الكريم، ثم ذهب إلى قرية (امجازليين) وقرأ عددا من المتون، ثم التحق بمعهد طنجة الديني، وفي السنة الثانية بدأ يلتحق بأهل العلم الشرعي داخل وخارج هذا المعهد، ويدرس ما رأى هو الأصلح والأنفع دون تقيد بدراسة المعهد لثمان سنوات.
ثم رحل إلى فاس للالتحاق بجامعة القرويين، ولم يدم طويلاً بسبب الأوضاع غير المستقرة في المنطقة من أثر الاحتلال الاحتلال الإسباني والاحتلال الفرنسي، فعاد لبلده، وفي بلده بدأ يتعلم ويحضر لدى عدد من شيوخه.
وبعد هذا أتت نقلة نوعية للشيخ، فالتزم بالحديث وأهله، وانتقل إلى المدرسة الصديقية، ومن خلالها تعرف على عدد كبير من الموافقين والمخالفين لهذه المدرسة الصديقية من طالبي علم الحديث، وانفتح على الخارج.
ثم شد الرحال لمدرسة أحمد بن الصديق في منفاه، ودرس عليه وتأثر به، وبايعه على طريقته الشاذلية وأجازه فيها. ثم عاد بعد ذلك لطنجة وتزوج.
ثم تبين له عقيدته وتدرجه إلى أن ترك عقيدة الأشاعرة وتاب وتمسك بعقيدة أهل السنة والجماعة، حيث يقول: (كان في بداية أمره على مذهب الأشاعرة المتأخِّرين الذين مَزَجوا عقيدة الإمام أبي الحسن الأشعري ببعض عقائد المعتزلة، لكنه كان له مَيْلٌ إلى مذهب السلف لقراءته أيام الطلب رسالة ابن أبي زيد القيرواني مراراً، وعقيدته المذكورة في رسالته سُنيّة أشعرية مَحْضَة. ولما اتصل بشيخه الحافظ أبي الفيض أعطاه كتاب «الاعتقاد» للبيهقي، و«الدرة المضيئة» وأمره بقراءتها، فلما قرأها، وقرأ «اجتماع الجيوش الإسلامية»، و«الإبانة» للأشعري، و«الطحاوية»، و«لمعة الاعتقاد» خرج من قراءتها كلها باعتناق مذهب السلف، فأصبحت بفضل الله عقيدته سلفية أشعرية محضة، وزاد تمكُّناً في ذلك، بعد أن قرأ كثيراً من كتب التفسير وشروح الحديث التي تتعرَّض لمذهب السلف والخلف. وهو ينصح أهل العلم بقراءة عقيدة ابن أبي زيد القيرواني، و"العقيدة الطحاوي"، و«الاعتقاد» للبيهقي، و«الإبانة» للأشعري... رحمهم الله).
وكذلك أثرت هذه النقلة على مذهبه الفقهي، ومنهجه في التلقي فيقول بأنه: (يأخذ بما دلَّ عليه الدليل من الكتاب والسنة الصحيحة، إلا إذا تعارضت الأدلة، وتشعَّبت الأقوال، فيختار أحوط ما قال به بعض الأئمة).

## مؤلفاته
ألف الشيخ عبد الله التليدي عدداً من الكتب يزيد على الثلاثين مؤلفاً، تراجع عن عددٍ منها، وهو غير راض عن عددٍ آخر.. ومن مؤلفاته:
1. إتمام المنة بشرح منهاج الجنة في فقه السنة.[5]
2. أسباب هلاك الأمم
3. استمطار الرحمات بإحياء السنن المهجورات.
4. الأنوار الباهرة في فضائل الذِّرية الطاهرة
5. الجواهر واللآلئ المصنوعة بتفسير كتاب الله بالأحاديث الصحيحة المرفوعة
6. القدس وكيف احتله الصهاينة؟
7. المبشرون بالجنة
8. المرأة المتبرِّجة وأثرها السيئ في الأمة.
9. أهل السنة والشيعة بين الاعتدال والغلو.
10. بداية الوصول بلُبِّ الأمهات والأصول.
11. تهذيب الاستنفار في غزو التشبه بالكفار
12. تهذيب الخصائص النبوية الكبرى للسيوطي[6]
13. تهذيب الشفا
14. تهذيب جامع الترمذي.
15. جواهر البحار بصحاح الأحاديث القصار
16. دار الأفراح والحبور والنعيم وسكانها في القرآن الكريم والسنة النبوية الصحيحة.
17. ذكريات من حياتي[7]
18. دلائل التوحيد انطلاقاً من القرآن والكون
19. فضائل الصحابة في القرآن والسنة وموقف الشيعة منهم
20. كتاب نزل الأبرار بتكفير ما تقدم من الذنوب وما تأخر
21. نصب الموائد في ذكر الفتاوى والنوادر والفوائد وهو عبارة عن سلسلة كتب ضمن فيها فوائد قيمة وقصصا ممتعة تعكس تجربة حياته.

## وفاته
توفي ظهر يوم السبت 13 ذو القعدة 1438 هـ الموافق 5 أغسطس 2017 م بمدينة طنجة بعد معاناته مع المرض في آونته الأخيرة؛ صلي عليه يوم الأحد 5 أغسطس 2017 عقب صلاة الظهر في الزاوية ودفن في سيدي المختار بجوار مقبرة مرشان.